# Túmulo alargado de Coldrum
El túmulo alargado de Coldrum (en inglés Coldrum Long Barrow), también conocido como piedras de Coldrum (Coldrum Stones) o piedras de Adscombe (Adscombe Stones), es un túmulo alargado con cámara ubicado cerca del pueblo de Trottiscliffe del condado de Kent, en el sudeste de Inglaterra, probablemente, construido en el cuarto milenio antes de Cristo, durante el período Neolítico inicial de Gran Bretaña y que se encuentra en estado de ruina ya desde hace siglos.
Los arqueólogos han establecido que el monumento fue construido por comunidades de pastores, poco después de la introducción de la agricultura en Gran Bretaña desde la Europa continental. Como parte de una tradición arquitectónica de construcción de túmulos alargados que se extendió por toda la Europa neolítica, las piedras de Coldrum pertenecen a una variante regional localizada de túmulos producidos en las cercanías del río Medway, ahora conocidos como megalitos de Medway. De estos, es el que se encuentra en mejor estado de conservación. Se localiza cerca de los túmulos alargados de Addington y de Chestnuts, en el lado occidental del río. En la margen oriental del Medway se sitúan otros dos túmulos alargados, Kit's Coty House y Little Kit's Coty House, así como posibles restos de otros, conocidos como las piedras Coffin y White Horse, respectivamente.
Construido con tierra y alrededor de cincuenta megalitos de piedra local sarsen, consistía en un túmulo de tierra trapezoidal, casi rectangular, rodeado de bordillos. Dentro del extremo oriental del túmulo había una cámara de piedra en la que se depositaron restos humanos en dos ocasiones, al menos, separadas en el tiempo, pero ambas dentro del Neolítico inicial. El análisis osteoarqueológico de estos restos ha mostrado que pertenecen a no menos de diecisiete individuos, una mezcla de hombres, mujeres y niños. Al menos uno de los cuerpos había sido desmembrado antes del entierro, lo que podría reflejar una tradición funeraria de excarnación e inhumación secundaria. Al igual que con otros túmulos, Coldrum ha sido interpretado como una tumba para albergar los restos de los muertos, tal vez como parte de un sistema de creencias que involucraba la veneración de los antepasados, aunque los arqueólogos han sugerido que también podría haber tenido más connotaciones religiosas, rituales y usos culturales.
Después del Neolítico inicial, el túmulo alargado cayó en un estado de ruina, tal vez experimentando una destrucción deliberada en el período medieval tardío, ya sea por iconoclastas cristianos o cazadores de tesoros. En el folclore local, el sitio se asoció con el entierro de un príncipe y la leyenda de las «piedras incontables» (en inglés countless stones). Las ruinas atrajeron el interés de los anticuarios en el siglo XIX, mientras que la excavación arqueológica tuvo lugar a principios del siglo XX. En 1926, la propiedad fue transferida a la organización benéfica The National Trust. La visita al monumento está abierta, sin cargo para los visitantes, durante todo el año; cerca de las piedras se encuentra un árbol de oraciones y es utilizado como recinto para una danza morris de la festividad de los mayos y varios rituales paganos modernos.

## Nombre y ubicación
Las piedras de Coldrum llevan el nombre de una granja cercana, Coldrum Lodge, ahora demolida. El monumento se encuentra en un «sitio bastante aislado» al nordeste del pueblo cercano de Trottiscliffe, en el condado de Kent, en el sudeste de Inglaterra. El sitio también se halla a unos quinientos metros de una pista prehistórica conocida como Pilgrims' Way (literalmente «camino de los peregrinos»). Se puede llegar a la tumba por un camino llamado Coldrum Lane, al que solo se puede acceder a pie. El aparcamiento más cercano a Coldrum Lane se encuentra en Pinesfield Lane, Trottiscliffe. El pueblo de Addington está a dos kilómetros de distancia.

## Contexto
El Neolítico inicial fue un período revolucionario de la prehistoria británica. Entre 4500 y 3800 a. C., la isla vio un cambio generalizado en el estilo de vida a medida que las comunidades que vivían en las islas británicas adoptaban la agricultura como su forma principal de subsistencia, abandonando el estilo de vida cazador-recolector que había caracterizado el período Mesolítico anterior. Esto se produjo a través del contacto con las sociedades continentales. No está claro en qué medida se puede atribuir a la afluencia de migrantes o a los británicos mesolíticos indígenas que adoptaron tecnologías agrícolas de la Europa continental. La actual región de Kent era un área clave para la llegada de los colonos y visitantes continentales, debido a su posición en el estuario del río Támesis y su proximidad al continente.
Gran Bretaña estaba cubierta por bosques, en gran medida, en este período; la tala generalizada de las masas forestales no ocurrió en Kent hasta la Edad del Bronce final (c. 1000 a 700 a. C.). Los datos medioambientales concretos del entorno de la piedra White Horse, un monolito supuestamente prehistórico cerca del río Medway, respaldan la idea de que la zona todavía estaba en gran parte cubierta de bosques en el Neolítico inicial, poblados por robles, fresnos, avellanos, alisos y Maloideae (manzanos y similares). En la mayor parte de Gran Bretaña, hay escasas pruebas de cultivo de cereales o viviendas permanentes de este período, lo que lleva a los arqueólogos a creer que la economía del Neolítico inicial en la isla era en gran parte ganadera y dependía del pastoreo, con personas que vivían en una situación nómada o seminómada.

### Megalitos de Medway

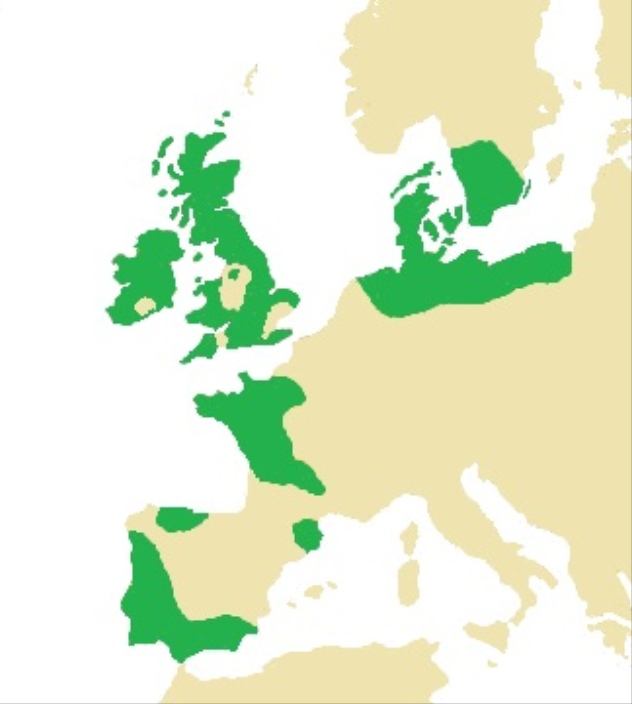
La construcción de túmulos alargados y monumentos funerarios similares tuvo lugar en varias partes de Europa, en verde, durante el Neolítico inicial.

En toda la Europa occidental, el Neolítico inicial marcó el primer período en que los humanos construyeron estructuras monumentales. Estas incluían túmulos de tierra rectangulares u ovalados que tenían una cámara integrada en un extremo. Algunas de estas cámaras se construyeron con madera y otras con grandes piedras, conocidas como ortostatos o megalitos. Los túmulos alargados a menudo servían como tumbas y, por tanto, albergaban los restos de los muertos dentro de su cámara. Los individuos rara vez fueron enterrados solos en el Neolítico inicial, sino de forma colectiva con otros miembros de su comunidad. Durante ese periodo cultural, desde el sudeste de la península ibérica hasta el sur de la actual Suecia se construyeron tumbas compartidas a lo largo de las costas de la Europa occidental. La tradición arquitectónica se introdujo en Gran Bretaña desde la Europa continental en la primera mitad del IV milenio a. C. Hay edificios de piedra, como Göbekli Tepe, en la Turquía moderna, que los preceden en unos 5500 años, pero los túmulos alargados constituyen la primera tradición generalizada de construcción con piedra de la humanidad.
Aunque ahora todos están en un estado ruinoso y no conservan su aspecto original, en el momento de su construcción los megalitos de Medway habrían sido algunos de los monumentos funerarios del Neolítico inicial más grandes y visualmente más imponentes de la isla. Agrupados a lo largo del río Medway a medida que atraviesa North Downs, constituyen el grupo de monumentos megalíticos más al sudeste de las islas británicas, y el único grupo megalítico en el este de Inglaterra. Los arqueólogos Brian Philp y Mike Dutto consideraron que los megalitos de Medway son «algunos de los sitios arqueológicos más interesantes y conocidos» en Kent, mientras que el arqueólogo Paul Ashbee los describió como «las estructuras más grandiosas e impresionantes de su género en el sur de Inglaterra».
Los megalitos de Medway se pueden dividir en dos grupos separados por el río del mismo nombre: uno al oeste del cauce y el otro en la colina Blue Bell al este. La distancia entre ambos grupos es de entre ocho y diez kilómetros. El grupo occidental incluye los túmulos alargados de Coldrum, de Addington y de Chestnuts. El grupo oriental consiste en el megalito de Smythe y dos túmulos alargados, Kit's Coty House y Little Kit's Coty House, además de otras piedras que alguna vez pudieron haber sido parte de tumbas compartidas, especialmente la piedra White Horse. No se sabe si todos fueron construidos al mismo tiempo, y si cada uno cumplía la misma función o si hubo una jerarquía en su uso.

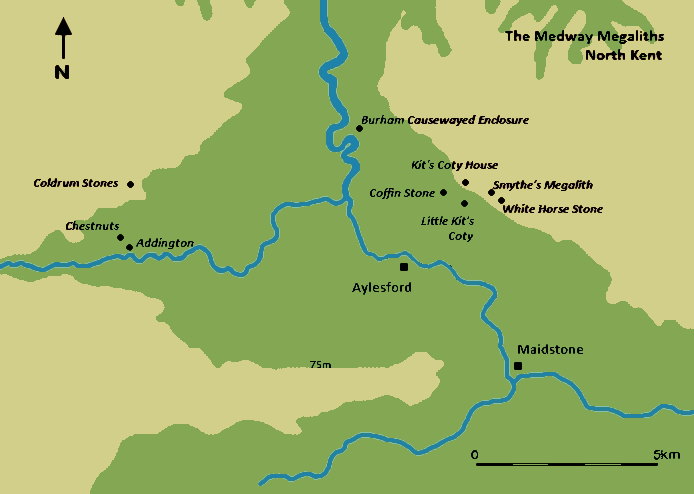
Mapa de los megalitos de Medway alrededor del río del mismo nombre. Los puntos negros indican la posición de los megalitos en ambas riberas.

Los túmulos alargados de Medway se conformaron bajo el mismo diseño general, y todos ellos se encuentran alineados en el eje este-oeste. Cada uno tenía una cámara de piedra en el extremo oriental del montículo y, probablemente, tenían una fachada de piedra que flanqueaba la entrada. Las alturas internas llegaban a tres metros, haciéndolos más altos que la mayoría de los otros túmulos alargados en Gran Bretaña. Las cámaras se construyeron a partir de arenisca sarsen, una piedra densa, dura y duradera, que se encuentra naturalmente en todo Kent, formada a partir de arena silícea del Eoceno. Los primeros constructores neolíticos habrían seleccionado bloques del área local, y luego los habrían transportado al sitio del monumento a erigir.
Estas características arquitectónicas comunes entre los megalitos de Medway indican una fuerte cohesión regional sin paralelos directos en otras partes de las islas británicas. Sin embargo, al igual que con otras agrupaciones regionales de túmulos alargados del inicio del Neolítico, como el grupo Cotswold-Severn en el sudoeste de Gran Bretaña, también hay varias idiosincrasias en los diferentes monumentos, como la forma rectilínea de Coldrum, la fachada del túmulo alargado de Chestnut y los montículos largos y delgados de Addington y Kit's Coty. Estas variaciones podrían haber sido causadas por la alteración y adaptación de las tumbas en el transcurso de su uso. En este escenario, los monumentos serían estructuras compuestas.
Los constructores de estos monumentos probablemente fueron influenciados por tumbas preexistentes que conocían. Se desconoce si esas personas habían prosperado localmente o habían migrado al área de Medway desde otros lugares. Basado en un análisis estilístico de su arquitectura, el arqueólogo Stuart Piggott pensó que el plan detrás de los megalitos de Medway se había originado en el entorno de los Países Bajos. Glyn Daniel opinaba que su diseño derivaba de Escandinavia, John H. Evans lo situó en Alemania, y Ronald F. Jessup sugirió una influencia del grupo Cotswold-Severn. Ashbee encontró que su agrupación cercana en la misma área recordaba las tradiciones megalíticas de santuarios de tumbas del norte de la Europa continental, y enfatizó que los megalitos de Medway eran una manifestación regional de una tradición generalizada en toda la Europa del neolítico inicial. Concluyó que un lugar de origen preciso era «imposible de indicar» con las pruebas disponibles.

## Diseño y construcción

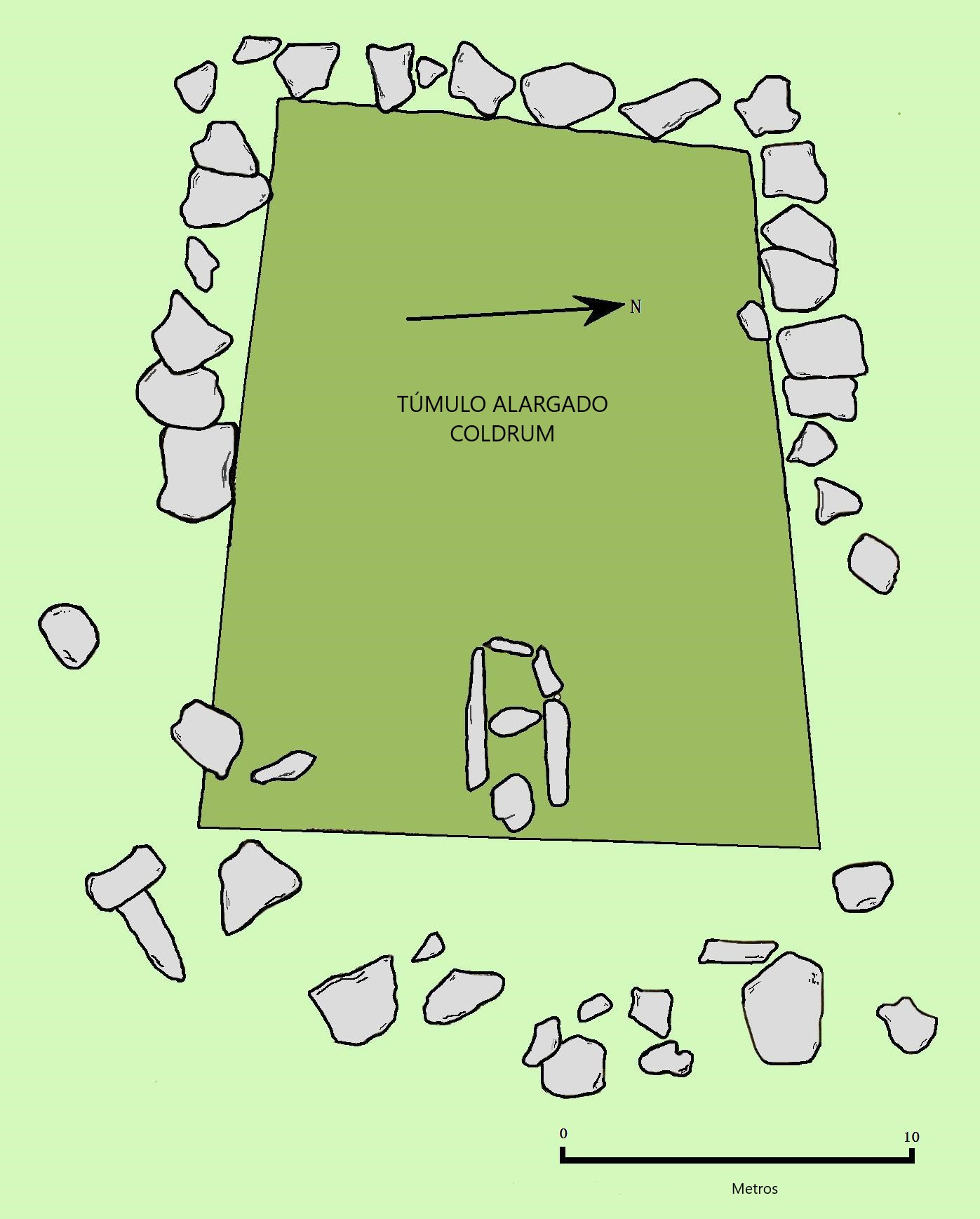
Plano del monumento: el verde oscuro representa el área del montículo de tierra y en gris las rocas.

El túmulo alargado de Coldrum originalmente consistía en una cámara de piedra sarsen, cubierta por un montículo de tierra bajo, que estaba delimitado por losas postradas. Como tal, Ashbee afirmó que el monumento podría dividirse en tres características particulares: la cámara, el túmulo y el cerco de piedras. Se había construido con unas cincuenta piedras. El túmulo es de planta casi rectangular y mide unos 20 metros de longitud. En su extremo oriental, más amplio, donde se encuentra la cámara, el monumento mide 15 metros, mientras que en el extremo occidental, más estrecho, tiene 12 metros de ancho. Como tal, el túmulo tiene «forma de cuña truncada».
Los constructores megalíticos responsables del túmulo alargado de Coldrum lo colocaron en la cima de una pequeña cresta adyacente a North Downs, y lo construyeron mirando hacia el este, en dirección al río Medway. Se encuentra en el borde de una gran escarpadura de un banco de tierra, aunque es difícil determinar qué vistas habrían sido posibles desde el monumento en el momento de la construcción, debido a la falta de información sobre cuán densamente arbolada estaba la vecindad. Si el área no hubiese sido muy boscosa, entonces habrían sido posibles vistas de 360 ° del paisaje circundante. El eje del monumento apunta hacia North Downs y el valle del Medway, en lo que es similar a los otros megalitos de Medway. El arqueólogo Sian Killick sugirió que el túmulo alargado de Coldrum podría haber sido construido a la vista de un asentamiento cercano, y que esto «puede haber sido un factor clave en la experiencia de las ceremonias y rituales que tuvieron lugar en las tumbas y también pudo haber definido un vínculo entre los constructores de tumbas y el paisaje».
El túmulo alargado de Coldrum está relativamente aislado de los otros megalitos de Medway; en esto es único, dado que los otros ejemplos supervivientes se agrupan en dos conjuntos. Es posible que otra tumba con cámara se encuentre cerca; un montículo de tierra alargado arrasado con una orientación este-oeste está ubicado en un hueco al pie de las llanuras, a unos cuatrocientos metros al norte de las piedras de Coldrum. Pueden ser los restos de otro de esos monumentos a los que se les han quitado o enterrado sus piedras. Algunos bloques grandes de roca sarsen, al sur de Coldrum, podrían corresponder con los restos de otra tumba, ahora destruida.

### Cámara

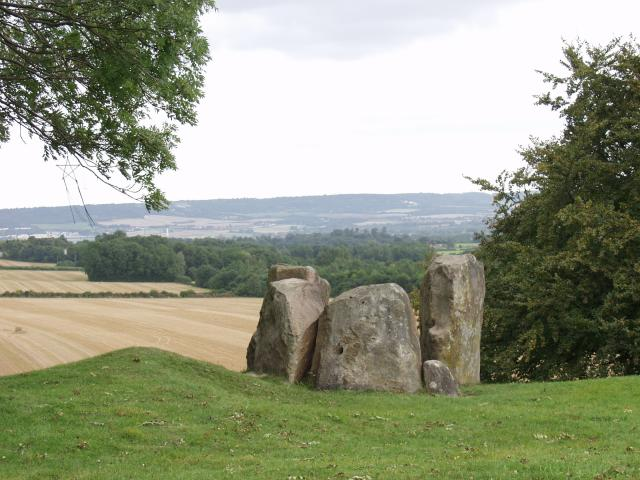
La cámara de las piedras de Coldrum, vista desde su lado occidental.

La cámara interior mide 4.0 metros de largo y 1.68 metros de ancho, aunque es posible que fuese mucho más grande cuando se construyó. La altura interna de la cámara habría sido, al menos, de 1.98 metros. En su estado actual, el lado norte de la cámara está formado por dos losas: una tiene 2.4 metros de largo, 2.29 metros de ancho y 0.53 metros de espesor; y la otra tiene 1.5 metros de largo, casi 1.8 metros de ancho y 0.61 metros de espesor. Por el contrario, el lado sur de la cámara consiste en una sola losa, que mide 3.45 metros de longitud, 2.21 metros de anchura y 0.53 metros de grosor en su parte oriental. El extremo oeste de la cámara está cerrado con un ortostato que mide aproximadamente 1.37 metros de ancho, con un grosor de 0.30 metros y una anchura de alrededor de 2.4 metros. Una plancha de piedra caída y rota se encuentra en la abertura de la cámara, en el lado este. También es posible que una losa, casi rectangular, en la parte inferior de la pendiente haya sido componente oriental de la cámara. La excavación reveló que se utilizó mampostería de sílex alrededor de la cámara para empacar y sostener sus arenas, pero una restauración del siglo XX lo reemplazó casi por completo por cemento, lo que permite que las piedras continúen en pie.
Es posible que hubiese habido una fachada en el frente de la cámara, como es evidente en otras tumbas con cámara en Gran Bretaña, como el túmulo alargado de West Kennet y Wayland's Smithy. También es posible que hubiese un portal de piedra encima de la cámara, como se evidencia en Kit's Coty House y Lower Kit's Coty House. Muchas de las losas de piedra más grandes, que han caído por la pendiente en el extremo oriental del monumento, pueden haber sido partes de esta fachada o portal.

### Montículo y bordillos

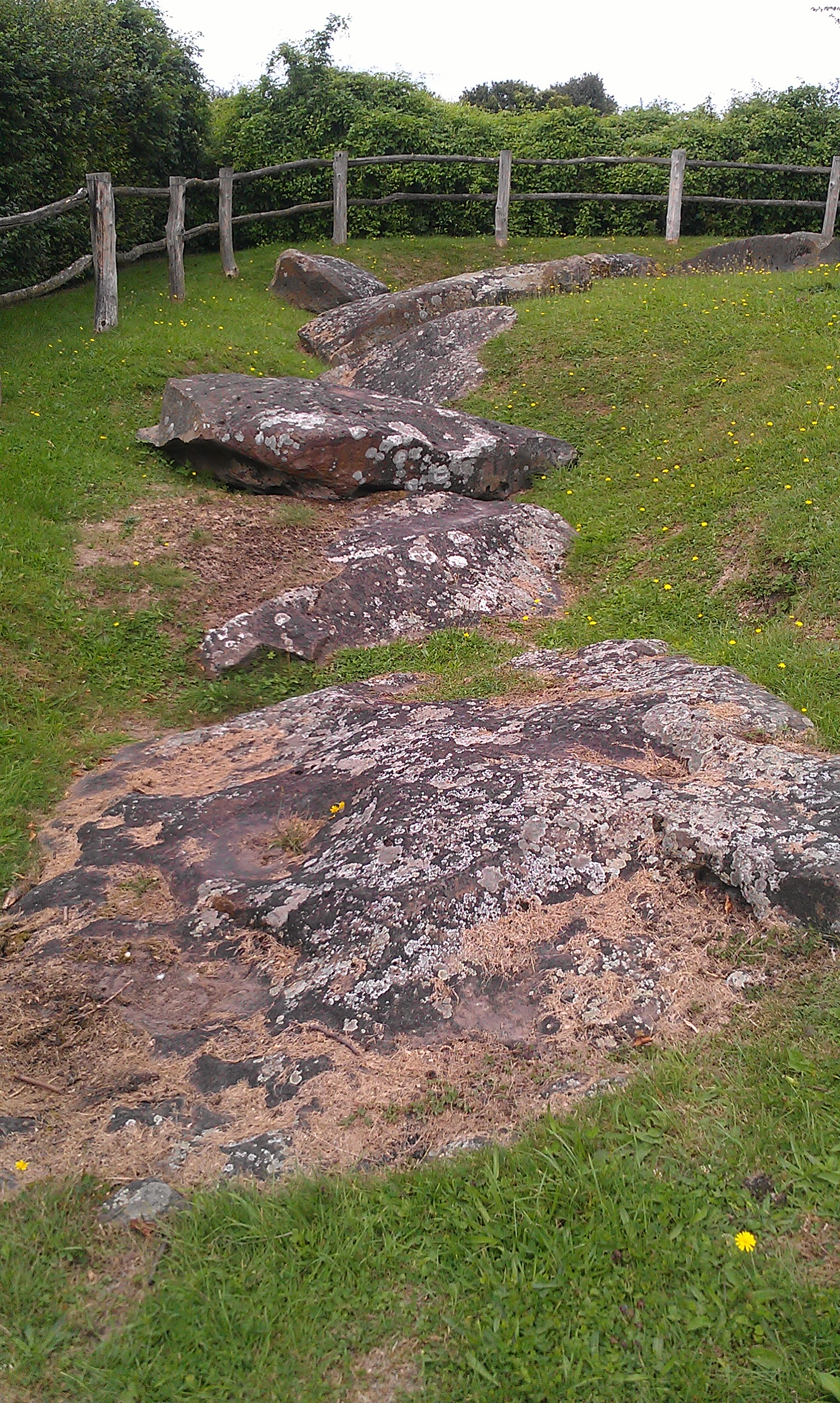
Lado oeste del monumento.

El montículo de tierra que una vez cubrió la tumba ahora es visible solo como una ondulación de aproximadamente 0.46 metros de altura. En el siglo XIX, el montículo era más alto en el extremo occidental de la tumba, aunque durante la década de 1920 se eliminó por una excavación para revelar las rocas sarsen de debajo. Es probable que en el Neolítico inicial el montículo tuviera una zanja de cantera que lo rodeara, y es dentro de esta zanja donde ahora se asientan las piedras.
Los bordillos alrededor de la tumba muestran algunos patrones grabados; los del lado norte son en su mayoría rectilíneos, mientras que los del lado sur son más pequeños y en gran medida de forma irregular. Es probable que hubiera existido un muro auxiliar de piedra seca construido con bloques de roca ferruginosa de los lechos geológicos de Folkestone, como en el túmulo alargado de Chestnuts. Dado que tales bloques de piedra rara vez se desprenden naturalmente, tuvieron que haber sido extraídos.
Se pueden encontrar líneas cóncavas de abrasión y pulido tanto en uno de los bordillos centrales, en el extremo occidental del monumento, como en un bordillo en el sudeste del monumento. Estos se han atribuido al afilado de herramientas de sílex en estos bloques sarsen. Es posible que se hayan afilado para cortar y tallar las palancas y puntales de madera que se habrían utilizado para levantar las piedras y construir la tumba. También se han encontrado pruebas del afilado de herramientas en el túmulo alargado de West Kennet, así como en monumentos prehistóricos posteriores, como Stonehenge.

### Significado y propósito
Las primeras comunidades neolíticas británicas pusieron mayor énfasis en el entierro ritual de los muertos que sus antepasados mesolíticos. Los arqueólogos han sugerido que esto se debe a la adhesión a un culto ancestral que veneraba los espíritus de los muertos, creyendo que podían interceder ante las fuerzas de la naturaleza en beneficio de sus descendientes vivos. El arqueólogo Robin Holgate enfatizó que en lugar de ser simplemente tumbas, los megalitos de Medway eran «monumentos comunales que cumplían una función social para las comunidades que los construyeron y utilizaron». Por lo tanto, se ha sugerido que las personas del Neolítico inicial entraban en las tumbas, que se utilizaban como templos o santuarios para realizar rituales en honor a los muertos y solicitar su ayuda. Por esta razón, el historiador Ronald Hutton llamó a estas construcciones «tumbas-santuario» para reflejar su doble propósito.
En Gran Bretaña, estas tumbas se ubicaban típicamente en colinas y pendientes prominentes con vistas al paisaje, tal vez en la frontera entre diferentes territorios. La arqueóloga Caroline Malone señaló que habrían servido como uno de los varios marcadores de paisaje que transmitían información sobre «territorio, lealtad política, propiedad y antepasados». Muchos arqueólogos han suscrito la idea de que estas tumbas eran marcadores territoriales entre diferentes tribus; otros han argumentado que tales marcadores serían de poca utilidad para una sociedad de pastoreo nómada. En cambio, se ha propuesto que representaban marcadores a lo largo de las rutas de pastoreo. El arqueólogo Richard Bradley sugirió que la construcción de estos monumentos refleja un intento de marcar el control y la propiedad de la tierra, lo que muestra un cambio de mentalidad provocado por la transición desde el Mesolítico cazador-recolector al Neolítico inicial pastoril. En contraposición, otros han expuesto que estos monumentos fueron construidos en sitios ya considerados sagrados por los cazadores-recolectores mesolíticos.

## Restos humanos
Dentro de la cámara se colocaron restos humanos, que fueron descubiertos y retirados en distintas fechas durante el siglo XIX y principios del XX. La excavación de principios del siglo XX encontró dos depósitos separados de huesos, cada uno enterrado sobre una losa de piedra, uno más alto que el otro. También enterradas dentro de la cámara había herramientas de sílex y pequeñas cantidades de cerámica.

### Demografía
Ashbee sugirió que, teniendo en cuenta tanto su tamaño como las comparaciones con otros túmulos alargados, como Fussell's Lodge, la tumba de Coldrum podría haber albergado los restos de más de cien individuos. Las excavaciones realizadas a principios del siglo XX llevaron al descubrimiento metódico y la extracción de lo que se creyó que eran los restos de veintidós humanos. Estos fueron examinados por Arthur Keith, el conservador del museo en el Royal College of Surgeons. Publicó sus resultados en 1913, en un artículo centrado, en gran medida, por discernir las características raciales de los cuerpos. Terminó su trabajo con la conclusión de que «las gentes del Kent precristiano no eran físicamente muy diferentes del hombre de Kent del período cristiano».
A principios del siglo XXI, estos huesos fueron analizados nuevamente por un equipo dirigido por el tafonomista forense Michael Wysocki, cuyos resultados se publicaron en 2013. El equipo de Wysocki realizó «análisis osteológicos, modelado bayesiano de fechas de radiocarbono, y análisis de isótopos de carbono y nitrógeno estables "para descubrir más sobre" demografía, prácticas funerarias, dieta y subsistencia, y cronología de la población de Coldrum». Su informe declaraba que el número mínimo de individuos era diecisiete, que probablemente eran nueve adultos (quizás cinco hombres y cuatro mujeres), dos subadultos (posiblemente de 16 a 20 años), cuatro niños mayores y dos niños más pequeños (uno alrededor de cinco años, el otro de entre 24 y 30 meses).

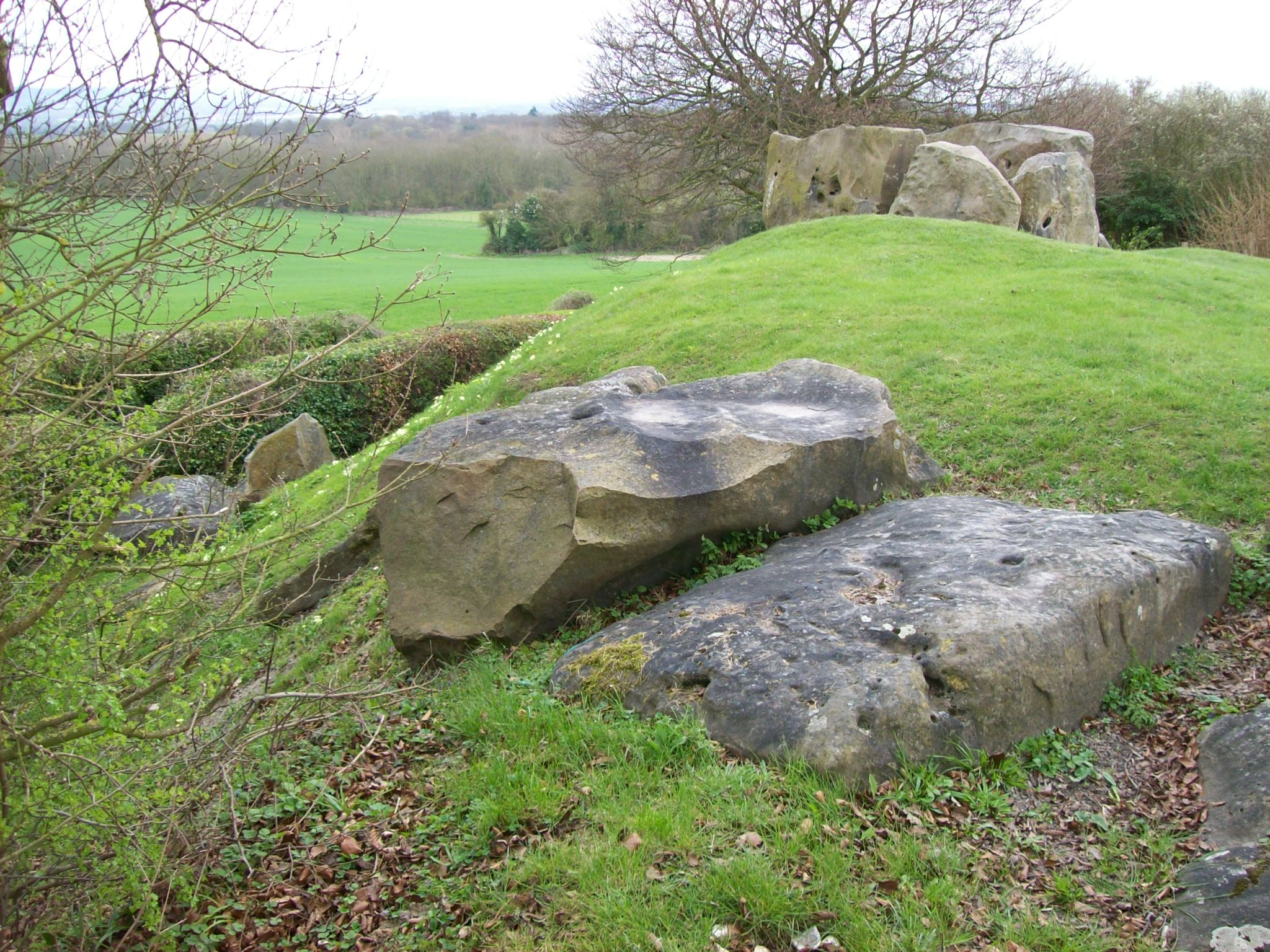
Los bordillos del norte en primer plano, con la cámara al fondo.

Keith creía que los cráneos que examinó presentaban características similares entre sí, lo que sugería que todos pertenecían a «una familia, o varias familias unidas por descendencia común». Se han hecho observaciones similares con respecto a los cráneos de otros túmulos alargados en Gran Bretaña. Los osteoarqueólogos Martin Smith y Megan Brickley advirtieron que esto no significaba necesariamente que todos los individuos en un túmulo dado fueran miembros de un solo grupo familiar, ya que tales rasgos craneales compartidos también serían consistentes con «una población que todavía era relativamente pequeña y dispersa», en la que la mayoría de las personas estaban interrelacionadas.
El equipo de Wysocki señaló que en todos los casos menos uno, la morfología de fractura de los huesos eran consistentes con la rotura del hueso seco. Tres de los cráneos mostraban evidencias de haber experimentado violencia: una probable mujer adulta con una lesión no curada en el hueso frontal izquierdo; un adulto de sexo indeterminado con una fractura no curada en el frontal izquierdo; y una segunda mujer adulta que tuvo una fractura deprimida, en este caso curada, en el hueso frontal derecho.
El análisis isotópico de los restos reveló que si bien los huesos tenían valores de δ13C, que eran típicos de los encontrados en muchos otros sitios del Neolítico del sur de Gran Bretaña, tenían cifras significativamente más altas de δ15N, que crecieron con el tiempo. Aunque estos datos son difíciles de interpretar, el equipo de investigación creyó que probablemente reflejaba que estos individuos habían tenido una dieta terrestre alta en proteínas animales que con el tiempo se suplementó cada vez más con alimentos de agua dulce de río o estuario. En el caso de las personas mayores cuyos restos fueron enterrados en la tumba, el esmalte dental estaba desgastado y la dentina quedó expuesta en el área de masticación de las coronas.
La datación por radiocarbono de los restos humanos sugirió que algunos fueron traídos al sitio entre 3980–3800 calibrado AP (95 % de probabilidad) o 3960–3880 cal AP (68 % de probabilidad). Además, sugirió que después de un intervalo de 60-350 años (probabilidad del 95 %) o 140-290 años (probabilidad del 68 %), se hicieron depósitos adicionales de restos humanos dentro de la tumba. Esta segunda fase probablemente comenzó en 3730–3540 cal AP (95 % de probabilidad) o 3670–3560 cal AP (68 % de probabilidad). La datación por radiocarbono de los restos humanos no necesariamente proporciona una fecha para la construcción del túmulo alargado de Coldrum, porque es posible que los individuos murieran en algún momento antes o después de la construcción del monumento.

### Deposiciónpost mortem

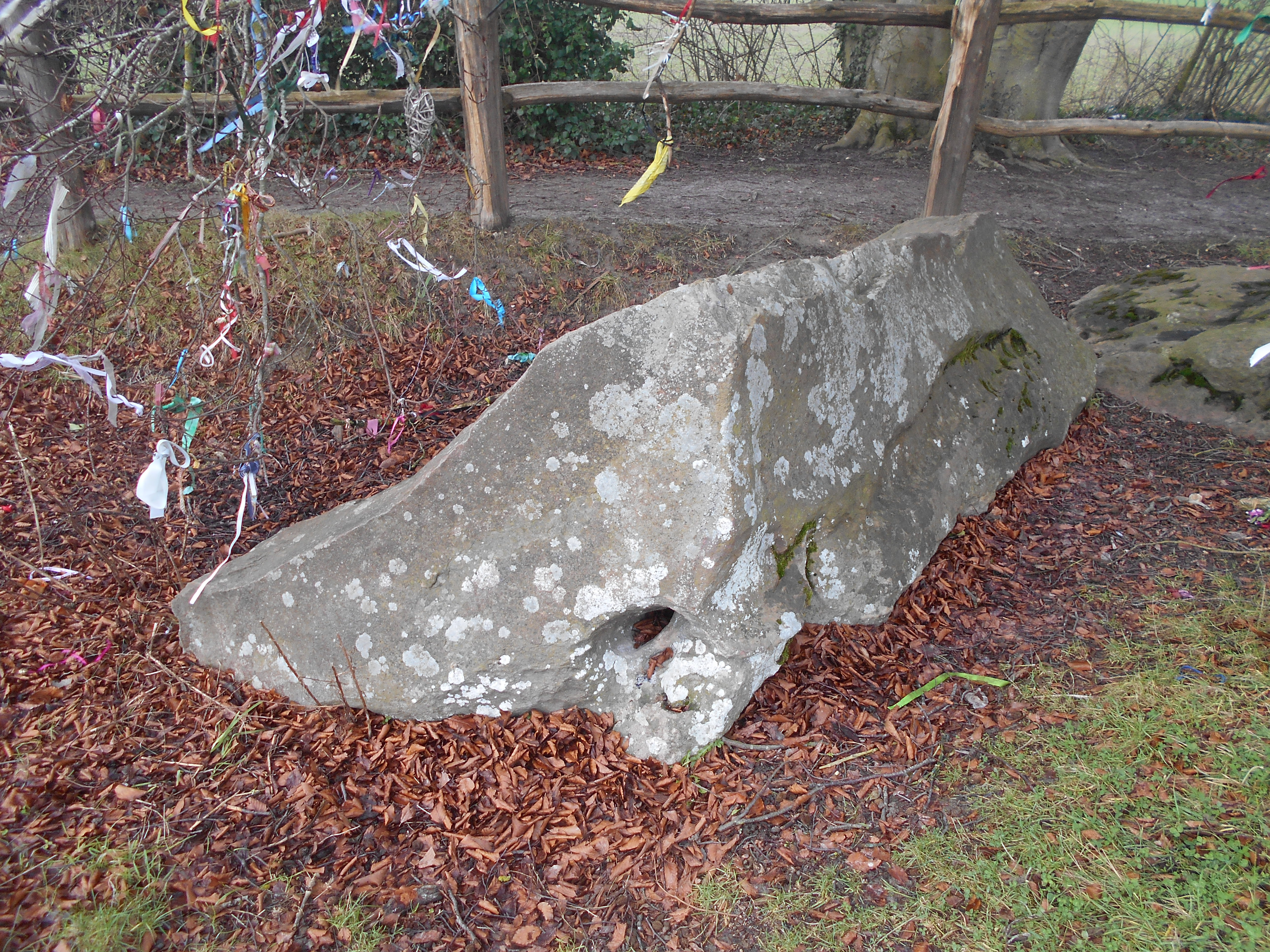
Una de las piedras del bordillo en el lado norte del monumento.

Se identificaron marcas de corte en algunos de los huesos (dos fémures, dos innominados y un cráneo), y los especialistas en osteoarqueología sugirieron que se habían realizado post mortem a medida que los cuerpos se desmembraron y a los huesos se les retiraron sus ligamentos. Sugirieron además que la ausencia de marcas de corte en ciertos huesos conducían a que el cuerpo ya había sufrido una descomposición parcial o la eliminación de tejidos blandos antes del desmembramiento. La precisión de las marcas de corte sugiere que este desmembramiento se realizó con cuidado, «No sugieren troceado o mutilación furibundos». Ninguno de los criterios que los osteoarqueólogos consideran diagnóstico de canibalismo se encontraron en los huesos.
Este conjunto de huesos humanos marcados con cortes representa el más grande identificado hasta el momento [2013] dentro de un túmulo alargado neolítico en el sur de Gran Bretaña, aunque se han encontrado evidencias similares de desmembramiento en otros sitios neolíticos británicos, como West Trump, Eyford, Aldestrop y Haddenham. Hay dos posibilidades de cómo se desarrolló esto. La primera es que los cuerpos de los muertos fueron excarnados o expuestos a los elementos, seguidos de un entierro secundario dentro de la tumba. El segundo es que fueron colocados en la tumba, donde la carne se descompuso, antes de que los cuerpos fueran reorganizados dentro de la tumba. Estas costumbres pueden haber estado acompañadas de otras prácticas rituales o ceremoniales, cuya evidencia directa no ha sobrevivido.
La inclusión de escombros ocupacionales, como fragmentos de cerámica, sobre los huesos no era exclusiva del sitio, sino común en las tumbas con cámara del sur de Inglaterra. Sobre la base de un ejemplo descubierto en Kit's Coty House, Ashbee pensó que era evidente que el contenido de la cámara de Coldrum habría sido compartimentada por losas mediales, que tenían el mismo propósito que las cámaras laterales de West Kennet y Wayland's Smithy.

## Daño y dilapidación
Todas las tumbas megalíticas supervivientes del período Neolítico inicial británico han sufrido negligencia y los estragos de la agricultura. Ashbee señaló que las piedras de Coldrum representan «el túmulo alargado megalítico menos dañado de Kent», sin embargo, también ha sufrido daños considerables, al haberse arruinado y desmoronado durante los seis milenios desde su construcción. Lo más destacado es que el lado este se ha derrumbado en gran medida, con las piedras que alguna vez ayudaron a sostener este lado del túmulo caídas al final de la pendiente. Por el contrario, es posible que las piedras sarsen en la parte inferior de la pendiente no fueran parte del monumento original, sino piedras encontradas en los campos cercanos que los agricultores depositaron allí.
La excavación del túmulo alargado de Chestnuts reveló que había sido destruido en un evento, y Ashbee sugirió que lo mismo pudo haber sucedido con las piedras de Coldrum. Creía que los bordillos alrededor del túmulo fueron derribados, postrados en la zanja circundante, y luego enterrados a fines del siglo XIII o principios del siglo XIV por cristianos que buscaban destruir monumentos no cristianos. Por el contrario, el arqueólogo John Alexander, que excavó Chestnuts en 1957, sugirió que las tumbas de Medway fueron destruidas por ladrones en busca de tesoros en su interior. Como evidencia, señaló el Close Roll de 1237, que ordenó la apertura de túmulos en la isla de Wight en busca de tesoros, una práctica que pudo haberse extendido a Kent en el mismo tiempo. Alexander creía que la destrucción en Kent pudo haber sido provocada por un comisionado especial, destacando que la «pericia y minuciosidad del robo» en Chestnuts habría requerido recursos más allá de los que una comunidad local probablemente podría reunir. Ashbee sugirió además que en siglos posteriores, los lugareños allanaron la tumba dañada de Coldrum en busca de creta y piedra que luego se reutilizaban como materiales de construcción.

## Folclore, tradición popular y paganismo moderno
En un artículo de 1946, el folclorista John H. Evans registró la existencia de una creencia popular local según la cual se libró una batalla en el sitio de las piedras de Coldrum, y que un «Príncipe Negro» fue enterrado dentro de la cámara. Sugirió que los cuentos de batallas que tienen lugar en este sitio y en otros megalitos de Medway no se habían desarrollado independientemente entre la población local, sino que se habían «infiltrado desde las teorías de los anticuarios» que creían que la batalla de Aylesford del siglo V, que se registró en la Anglo-Saxon Chronicle del siglo IX, había tenido lugar en la zona.
Evans también registró una creencia popular local que aplicaba a todos los megalitos de Medway, que se había extendido «hasta la última generación», que decía que era imposible contar con éxito todas las piedras de los monumentos. Este asunto de las «piedras incontables» no es exclusivo de la región de Medway, y se puede encontrar en la tradición de otros monumentos megalíticos en Gran Bretaña. La evidencia textual más temprana se encuentra en un documento de principios del siglo XVI, donde se aplicaba al círculo de piedras de Stonehenge en Wiltshire, aunque en un escrito de comienzos del siglo XVII se atribuía a The Hurlers, un conjunto de tres círculos de piedra en Cornwall. Los registros posteriores revelaban que había alcanzado una distribución generalizada en Inglaterra, además de una ocurrencia en Gales y otra en Irlanda. El folklorista S. P. Menefee sugirió que podría atribuirse a un interpretación animista por la que estos megalitos tenían vida propia.
Seguidores de varias religiones neopaganistas se dan cita en los megalitos de Medway, para realizar actividades neopaganas que tienen lugar en las piedras de Coldrum desde, al menos, finales de la década de 1980. Estos neopaganos comúnmente asocian los sitios tanto con un concepto de ascendencia como con una fuente de «energía terrestre». El erudito en religión Ethan Doyle White argumentó que estos sitios eran interpretados como lugares de conexión con los antepasados, tanto porque fueron creados por pueblos neolíticos, a quienes los paganos modernos ven como sus «ancestros espirituales», como porque los sitios alguna vez fueron tumbas compartidas, y por lo tanto contenían los restos de los muertos, quienes pueden ser percibidos como antepasados. En este último punto, las perspectivas neopaganas de estos sitios están formadas por antiguas interpretaciones arqueológicas. Los neopaganos también citan los megalitos como puntos que marcan las fuentes de «energía de la tierra», a menudo alineadas en líneas ley, una idea probablemente derivada, en última instancia, de las publicaciones de los defensores de los misterios de la tierra como John Michell.

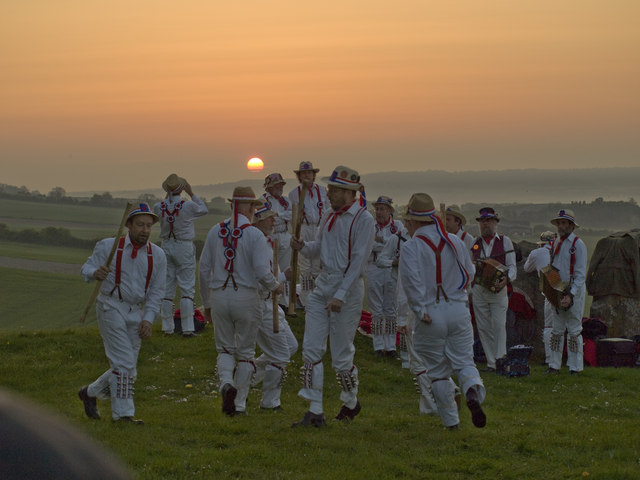
Danza de los Morris Men en las piedras, festividad de los mayos de 2009.

Los neopaganos a veces visitan el sitio solos o en parejas, para meditar, rezar o realizar rituales, y algunos han informado haber experimentado visiones en el lugar. Un grupo druídico moderno conocido como Roharn's Grove celebra ritos regulares en el sitio, particularmente durante los ocho festivales que conforman la Rueda pagana del año. Las Coldrum también han sido testigos de los ritos de paso neopaganos; alrededor del 2000, una celebración de unión matrimonial, o ceremonia de matrimonio Wicca, se llevó a cabo allí. Un miembro del Odinic Rite, una organización neopagana, hizo su «juramento» al grupo en las piedras de Coldrum porque sentía que existe una energía particularmente positiva allí. Los rituales por motivos políticos también se han llevado a cabo en este sitio. A finales de la década de 1990, la rama del sur de Londres de la organización Paganlink celebró un ritual en el túmulo de Coldrum en un intento fallido de evitar la construcción del enlace ferroviario del Túnel del Canal a través del valle de Medway. Otro acto neopagano por motivos políticos se llevó a cabo allí a principios de la década de 2010 por The Warrior's Call, un grupo que buscaba evitar el fracking en el Reino Unido invocando a «los espíritus tradicionales de Albion» en contra de ello.
A principios del siglo XXI, se desarrolló una tradición en la cual los Hartley Morris Men, un grupo de baile Morris, se reunían en el lugar al amanecer todos los días de mayo para «cantar al sol». El rito consistía en bailes realizados dentro del recinto de las piedras, en la parte superior del túmulo, seguidos de una canción interpretada en la base del monumento. Los árboles que sobresalen de las piedras de Coldrum en su lado norte se han convertido en árboles de oraciones, con cientos de cintas de colores que han sido atadas a sus ramas. Es una costumbre popular en la que participan algunos neopaganos, aunque también es llevada a cabo por muchas otras personas. Se ha registrado que un neopagano dijo que ató una cinta al árbol con su hijo pequeño, tanto para pedir un deseo de un futuro mejor como una ofrenda al «espíritu de lugar». A principios de 2014, las tallas rúnicas escritas en alfabeto futhark antiguo también eran evidentes en los troncos de estos árboles, mostrando los nombres de los dioses nórdicos Thor y Odín. Probablemente habían sido tallados por heathens, miembros de un movimiento religioso que adora a estas deidades.

## Investigación de anticuarios y arqueólogos

### Primeras descripciones por anticuarios
Las primeras descripciones por anticuarios del túmulo alargado de Coldrum nunca se publicaron. Hay menciones de que a principios del siglo XIX, el reverendo Mark Noble, rector de Barming, realizó un plano del sitio para la Gentleman's Magazine, aunque no existen copias para verificarlo. Entre 1842 y 1844, el reverendo Beale Poste escribió Druidical Remains at Coldrum, en el que describía el monumento, pero permaneció inédito en ese momento. Asociando el sitio con los druidas de la Edad de Hierro de Gran Bretaña, la sugerencia de Poste fue que el nombre «Coldrum» derivaba del lingüísticamente celta «Gael-Dun», y que los jefes belgas fueron enterrados allí. Además recogió que tanto en 1804 como en 1825 se encontraron cráneos en el sitio. En 1844, un anticuario llamado Thomas Wright publicó una nota sobre las piedras de Coldrum y otros megalitos de Medway en The Archaeological Journal. Wright había sido alertado de su existencia por un vicario local, el reverendo Lambert B. Larking, y procedió a visitarlos con él. Al describir Coldrum, Wright mencionó «un círculo de piedras más pequeño» a los demás en el área, con «un dolmen subterráneo en medio». Añadió además que «es una tradición oral del campesinado que una línea continua de piedras corre desde Coldrum hasta el conocido monumento llamado Kit's Cotty [sic] House», atribuyendo esta creencia a varios megalitos diseminados por todo el paisaje.

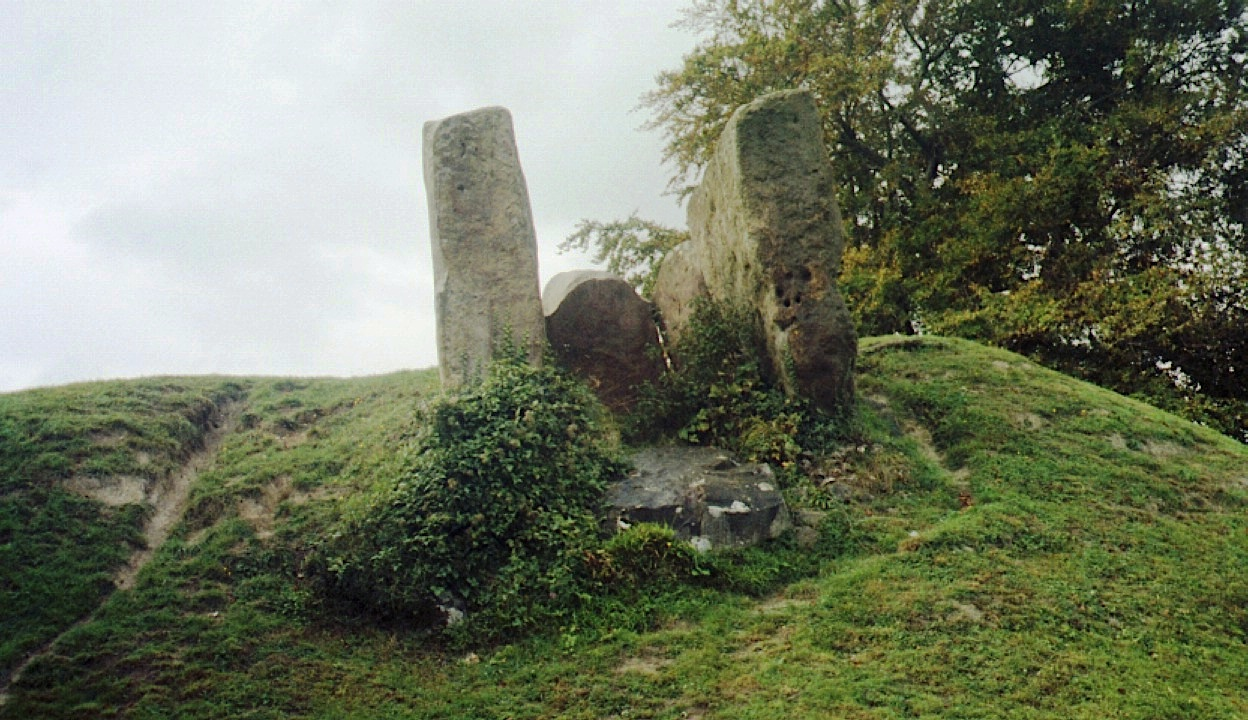
Vista del lado oeste de la cámara desde la base del montículo.

En 1857, el anticuario J. M. Kemble excavó en el sitio con la ayuda del reverendo Larking, produciendo un informe de sus hallazgos para el Comité Central de la Asociación Arqueológica Británica. Al describir el monumento como un círculo de piedra, afirmaron que descubrieron cerámica anglosajona en el sitio, y señalaron que, además de llamarse piedras de Coldrum, el monumento también tenía el nombre de piedras de Adscombe, que Kemble creía que se originó con la palabra del inglés antiguo para pila fúnebre, ad. En agosto de 1863, miembros del Instituto Arqueológico, que estaba celebrando su reunión de una semana en Rochester, visitaron el sitio, guiados por el anticuario Charles Roach Smith. Ese año, el monumento fue descrito en una copia de Gentleman's Magazine por el anticuario Charles Moore Jessop de Yorkshire, quien creía que era un círculo de piedras «celta».
En 1869, el anticuario A. L. Lewis visitó el sitio por primera vez, y los lugareños le informaron que varios años antes se había descubierto un cráneo en el interior o cerca de la cámara, pero que creían que era el de un gitano. Un relato posterior lo reportó, afirmando que dos individuos que excavaron sin permiso en el centro de la cámara descubrieron un esqueleto humano, cuyo cráneo fue enterrado de nuevo en el cementerio de Meopham. En una nota de 1878 publicada en The Journal of the Anthropological Institute of Great Britain and Ireland Lewis indicaba que, si bien muchos turistas visitaron Kit's Coty House, «muy pocos han ido o incluso han oído hablar de una colección de piedras aún más curiosa en Colderham o Coldrum Lodge». Creía que el monumento consistía en una «cámara» y un «óvalo» de piedras, lo que sugería «dos construcciones distintas». En 1880, el arqueólogo Flinders Petrie incluyó las piedras en «Coldreham» en su lista de movimientos de tierras de Kent; aunque señaló que un comentario anterior había detallado las piedras como en forma de óvalo, en cambio las describió como formando «un recinto rectilíneo» alrededor de la cámara. Luego incluyó un pequeño plano básico del monumento.

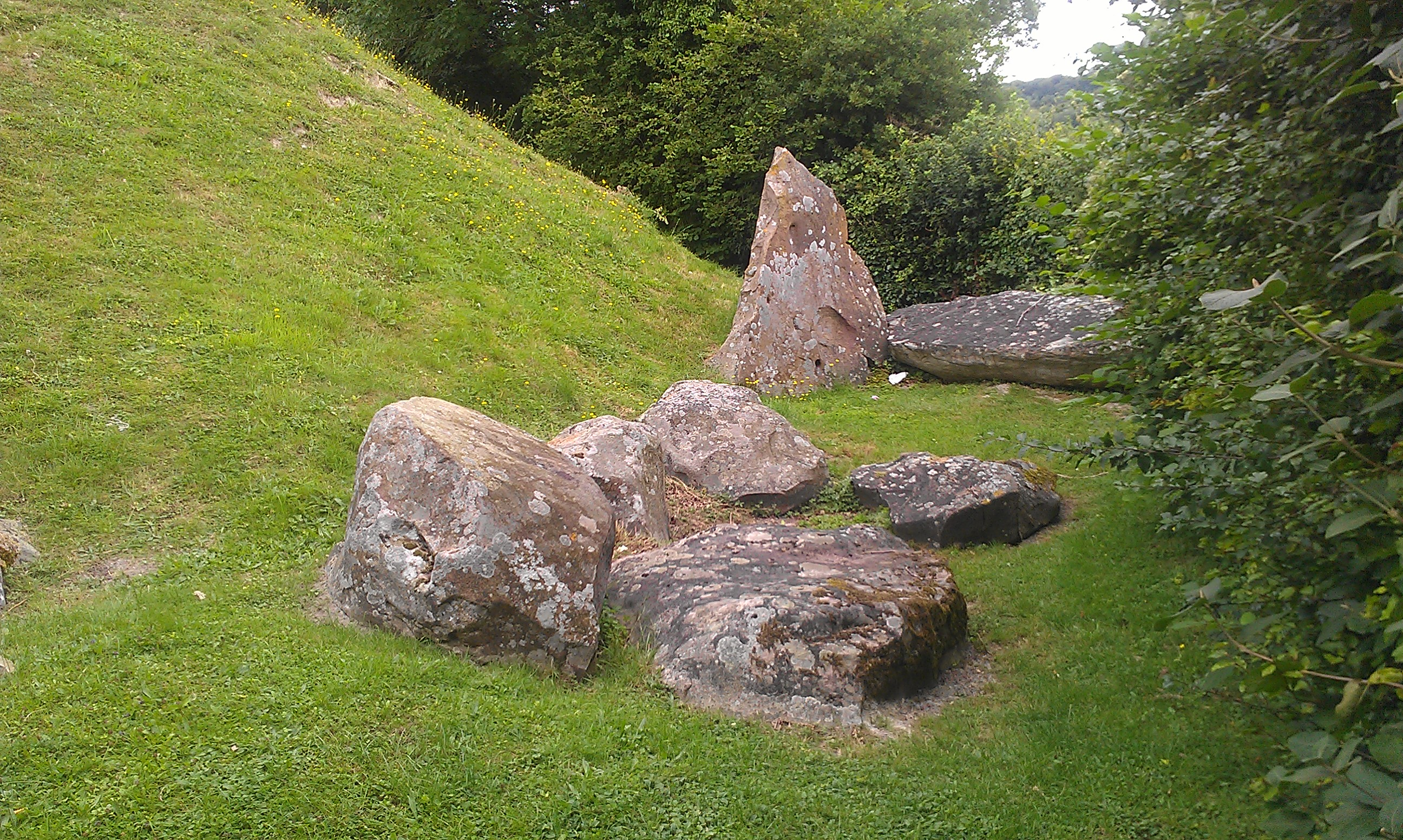
Piedras caídas en el bancal.

En agosto de 1889, dos arqueólogos aficionados, George Payne y A. A. Arnold, se toparon con el monumento, y supieron que era conocido entre los lugareños como las «piedras de Coldrum» o el «templo druida». Según Payne, «las enormes piedras estaban tan cubiertas de zarzas y matorrales que no se podían discernir». Regresó al año siguiente, señalando que la maleza había sido cortada para revelar los megalitos. En su libro de 1893 Collectanea Cantiana, Payne señaló que, aunque se describió por primera vez en forma impresa en 1844, «desde entonces nadie parece haberse tomado la molestia de registrarlos adecuadamente o hacer un plano», un afirmación inusual dado que una copia del plano publicado de Petrie existía en su biblioteca. Por esta razón, tras obtener el permiso del propietario, convenció al mayor A. O. Green, instructor de inspecciones en Brompton, para que realizara una inspección del monumento en agosto de 1892. También escribió al arqueólogo Augustus Pitt-Rivers, alentándolo a declarar las piedras de Coldrum como un sitio legalmente protegido bajo la Ley de Protección de Monumentos Antiguos de 1882. Payne describió a las piedras de Coldrum como «el mejor monumento de su clase en el condado, y digno de todo cuidado y atención». Comparándolo con otras construcciones de su tipo en Gran Bretaña, afirmó que sin duda era «de origen sepulcral, perteneciente a un período anterior a la dominación romana de Gran Bretaña». Payne también mencionó una tradición popular por la que había avenidas de piedra que conectaban Coldrum con el túmulo alargado de Addington, pero agregó que no pudo descubrir ninguna evidencia física de ellas.
En 1904, George Clinch publicó una nota sobre los megalitos de Medway en el Journal of the Royal Anthropological Institute en la que se refería a las piedras de Coldrum como «a la vez la más notable y la menos conocida de toda la serie». Sugiriendo que su diseño indicaba que fue construido durante «una fecha tardía en la era neolítica», comparó la mano de obra en la producción de los megalitos con la de Stonehenge, aunque señaló que diferían en que las piedras de Coldrum claramente representaba «una pila sepulcral». Finalmente, terminó su nota instando a que el sitio estuviera protegido por la Ley de Protección de Monumentos Antiguos de 1900. En ese mismo número, Lewis incluyó una nota adicional en la que rechazó la idea de que el monumento hubiera estado cubierto una vez por un túmulo de tierra porque no podía ver «ninguna evidencia de que algo así hubiera existido», y en su lugar interpretó el sitio como un círculo de piedras, comparándolo con los ejemplos de Avebury, Arbor Low y Stanton Drew, lo que sugería que la cámara central era un santuario.

### Excavación arqueológica
Las piedras de Coldrum han sido excavadas en múltiples ocasiones. El 16 de abril de 1910, el arqueólogo aficionado F. J. Bennett comenzó a excavar en el sitio, habiendo desenterrado previamente herramientas de piedra neolíticas en el túmulo alargado de Addington. Pronto descubrió huesos humanos «bajo solo unas pocas pulgadas de tierra calcárea» en Coldrum. Regresó al sitio para una excavación mayor en agosto de 1910, esta vez con su sobrina y su esposo, ambos dentistas interesados en la craneología; ese día descubrieron piezas de un cráneo humano, que pudieron reconstruir en gran medida. Unos días más tarde regresó para excavar en la esquina noroeste de la cámara con el arquitecto E. W. Filkins. Ese día, encontraron un segundo cráneo, más huesos, una herramienta de sílex y piezas de cerámica. Esta cerámica se identificó más tarde como de época  anglosajona.
| «Se seleccionaba un joven, uno tal vez apartado de una familia, y se divertía mucho durante su año como divinidad, al final de esto, era sacrificado en el dolmen [en la cámara], siendo conducido al ascenso, y su cuerpo era desmembrado y las extremidades y la sangre esparcidas por los campos para asegurar la fertilidad. Su esposa o esposas también pudieron haber sido asesinadas, y cualquier niño nacido durante ese año también, y sus huesos se juntaban y enterraban dentro del dolmen.» —— Interpretación de Bennett del sacrificio humano en las piedras de Coldrum, 1913. |

Más tarde, ese mes, George Payne y F. W. Reader se reunieron con Bennett para discutir sus hallazgos. Con la ayuda de otros dos arqueólogos aficionados interesados, Boyd y Harker, ambos de Malling, la excavación se reanudó a principios de septiembre. En 2009, los arqueólogos Martin Smith y Megan Brickley notaron que las excavaciones de Bennett habían tenido en cuenta el consejo de Pitt-Rivers de que deberían registrarse en su totalidad. Señalaron que Bennett había proporcionado «planos claros y dibujos en sección, fotografías del monumento e intentos cuidadosos de considerar los procesos de formación del sitio». Sugiriendo que el monumento fue construido en tierras agrícolas, en su informe publicado, Bennett citó las ideas del antropólogo James Frazeren en The Golden Bough al proponer que las piedras de Coldrum «pueden haberse dedicado en algún momento, aunque no necesariamente al principio, a la adoración del dios del grano y de la agricultura». Creía que los restos humanos encontrados en el sitio eran víctimas de sacrificios humanos asesinados en ritos de fertilidad; por el contrario, Evans declaró más tarde que «no tenemos forma de saber» si se había realizado algún sacrificio humano en el sitio.
En septiembre de 1922, Filkins volvió a excavar en Coldrum, esta vez con la ayuda del residente de Gravesend Charles Gilbert. Su proyecto fue financiado a través de subvenciones otorgadas por la Asociación Británica y la Sociedad de Anticuarios, con Filkins señalando que en el momento de su inicio, «una jungla en miniatura» había crecido alrededor del sitio y tuvo que ser limpiado. La excavación continuó esporádicamente hasta al menos 1926. Se descubrieron restos humanos y se entregaron a Sir Arthur Keith del Royal College of Surgeons. También se registró que en algún momento entre 1939 y 1945 los restos humanos que se habían encontrado en el sitio fueron enterrados de nuevo en el cementerio de Trottiscliffe. Esta excavación reveló todos las piedras tipo sarsen existentes que rodeaban el monumento, algunas de las cuales habían sido enterradas previamente. Las piedras de la cámara fueron apuntaladas con cimientos de hormigón donde Filkins lo consideraba necesario. Aunque la excavación de Filkins fue exhaustiva, ignoró los agujeros de piedra, las piedras de contención y su relación con el montículo. En 1998, Ashbee señaló que si bien desde «una perspectiva actual, es posible ver deficiencias [en la excavación de Filkins ...] en términos de los estándares generales de la primera parte de este siglo, hay mucho que elogiar».

### Gestión por el National Trust

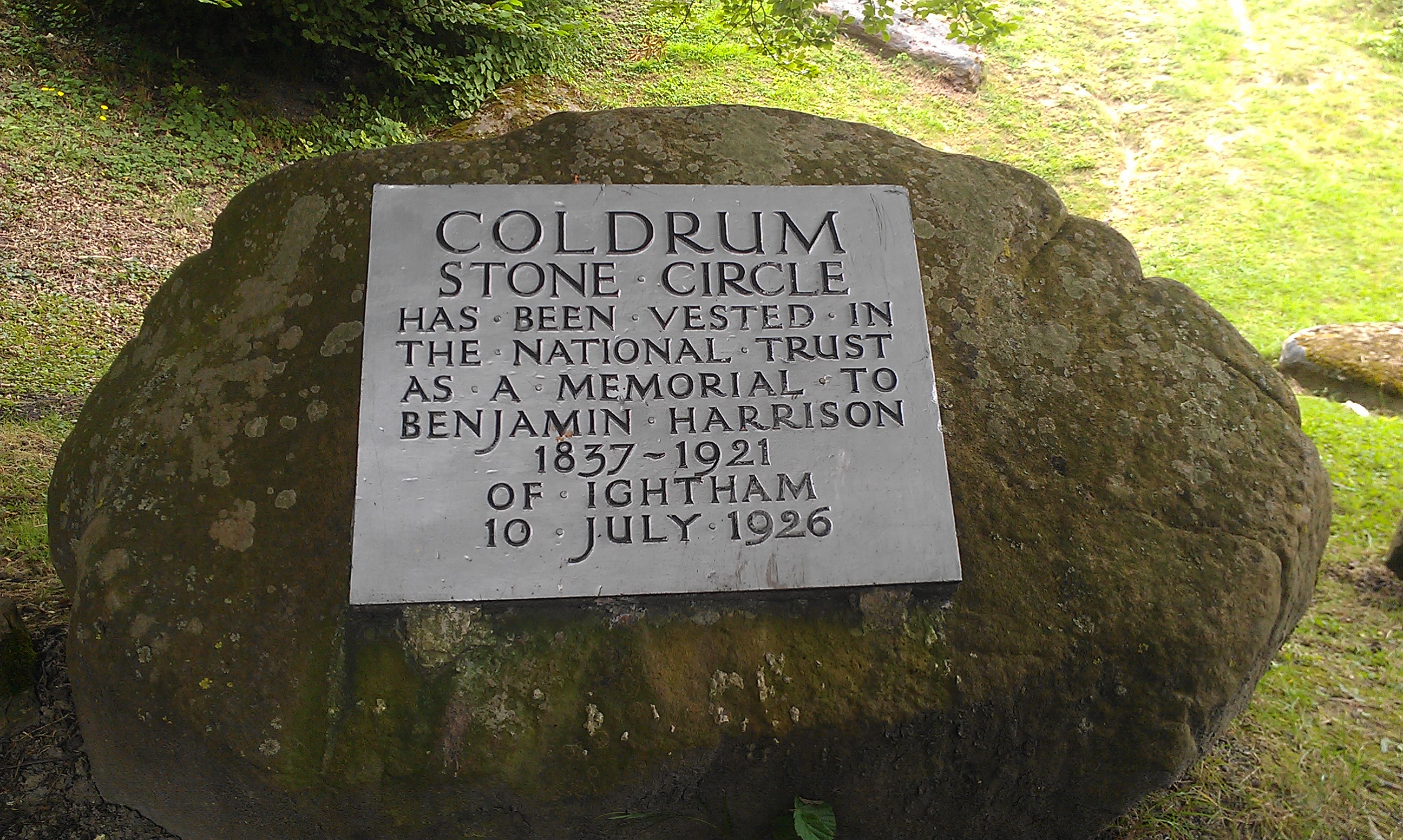
Placa del National Trust en el sitio, al cual se refiere erróneamente a él como un «círculo de piedras».

En su publicación de 1924 sobre Kent, el arqueólogo O. G. S. Crawford, que trabajaba como oficial arqueológico para el Estudio de la Artillería, enumeró las piedras de Coldrum junto con los otros megalitos de Medway. En 1926, las piedras de Coldrum fueron incorporadas al The National Trust, una organización benéfica que lo dedicó como monumento al prehistoriador de Kent Benjamin Harrisonde. Se erigió una placa a tal efecto, que erróneamente llamó al monumento círculo de piedras. En 1953, el arqueólogo Leslie Grinsell expresó la opinión de que «se espera que este error pueda rectificarse en un futuro cercano». Todavía propiedad del Trust, el sitio está abierto a los visitantes durante todo el año, de forma gratuita. En su sitio web, el Trust aconseja a los visitantes que busquen «impresionantes vistas desde la cima del túmulo». John H. Evans describió el sitio como «el más impresionante» de los megalitos de Medway, mientras que Grinsell lo definió como «el mejor y más completo» del grupo.
Entre los paganos que usan las piedras de Coldrum para sus actividades rituales, existe una satisfacción general con la administración del sitio por parte del Trust, aunque hay cierta frustración por el acceso deficiente para los visitantes discapacitados. Existe un parche de tierra quemada en el césped en el centro del monumento, quizás utilizado tanto por los paganos como por los no paganos, y el alcaide del Trust responsable del sitio ha decidido dejarlo allí en lugar de sembrarlo, para alentar a cualquiera que encienda fuegos a hacerlo en el mismo lugar en vez de hacerlo más cerca de las piedras. El sitio también enfrenta un problema por la basura dejada por los visitantes, aunque los paganos que visitan regularmente el sitio lo limpian.